# Arthur Geoffrey Walker
Arthur Geoffrey Walker (Watford, 17 luglio 1909 – Chichester, 31 marzo 2001) è stato un matematico e cosmologo britannico.
Fellow della Royal Society e della Royal Society di Edimburgo, ha dato importanti contributi alla fisica e alla cosmologia fisica . Sebbene fosse esperto nell'ambito della geometria differenziale, oggi è ricordato soprattutto per due importanti contributi alla relatività generale.
Insieme a Howard Percy Robertson, ideò la famosa metrica di Robertson-Walker per i modelli cosmologici Friedmann-Lemaître-Robertson-Walker, che sono soluzioni esatte dell'equazione di campo di Einstein. Insieme a Enrico Fermi, ha introdotto la nozione di differenziazione Fermi-Walker.

## Biografia

### Istruzione
Nacque a Watford il 17 luglio 1909 da Arthur John Walker (1879), un carrozziere, e sua moglie, Eleanor Joanna Gosling.
Walker ha frequentato la Watford Grammar School for Boys e ha vinto una borsa di studio al Balliol College di Oxford, dove si è laureato con lode in matematica. Ha poi studiato al Merton College. Successivamente è andato all'Università di Edimburgo, dove ottenne il suo primo dottorato (PhD) studiando con il professor Arthur Eddington.

### Carriera accademica
Walker assunse un incarico di Lecturer presso l'Imperial College nel 1935; l'anno successivo fu nominato Lecturer di matematica pura all'Università di Liverpool, incarico che mantenne fino al 1947, quando si trasferì all'Università di Sheffield come Professore.
Nel 1946 fu eletto Fellow della Royal Society di Edimburgo, grazie alla proposta di Harold Stanley Ruse, Sir Edmund Taylor Whittaker, David Gibb e William Edge. Ha vinto la Keith Medal della Società per il periodo 1947/49.
Nel 1952 tornò all'Università di Liverpool, diventando nel 1962 preside della Facoltà di Scienze. Dopo esser stato eletto Fellow della Royal Society nel 1955, è stato membro del consiglio dell'organizzazione dal 1961 al 1962. Ha servito come presidente della London Mathematical Society dal 1962 al 1963. Andò in pensione dall'Università di Liverpool nel 1974.

### Vita privata
Walker sposò Phyllis Ashcroft Freeman nel 1939; entrambi erano abili ballerini da sala. Morì a Chichester il 31 marzo 2001, all'età di 91 anni.

## Pubblicazioni
- Harmonic Spaces (1962)
- An Introduction to Geometrical Cosmology (1975)

## Premi e riconoscimenti
- Membro della Royal Astronomical Society, 1934[3]
- Membro della Royal Society di Edimburgo, 1946[4]
- Premio Berwick, 1947[2][3]
- Medaglia Keith, 1947-49[5]
- Membro della Royal Society, 1955[2][3][4]